# Требаньський Врх
Требаньський Врх (словен. Trebanjski Vrh) — поселення в общині Требнє, регіон Південно-Східна Словенія, Словенія.